# “人生天里”石刻
“人生天里”石刻，位于中国广东省韶关市乐昌市坪石镇金鸡岭西门半山腰，为乐昌市的一个市级文物保护单位，类型为石窟寺及石刻，公布时间为1987年12月17日。
“人生天里”石刻的历史年代为明辛卯年（1591）。